# Indian Institute of Astrophysics
Das Indian Institute of Astrophysics ist ein astrophysikalisches Institut in Indien. Der Hauptsitz liegt im Stadtteil Koramangala in Bengaluru. Eine Einrichtung des Instituts, das Centre for Research and Education in Science and Technology (CREST), befindet sich im Ort Hosakote (14° 16′ 47″ N, 77° 10′ 48″ O). Das  Institut wird durch das Department of Science and Technology des indischen Staates verwaltet.

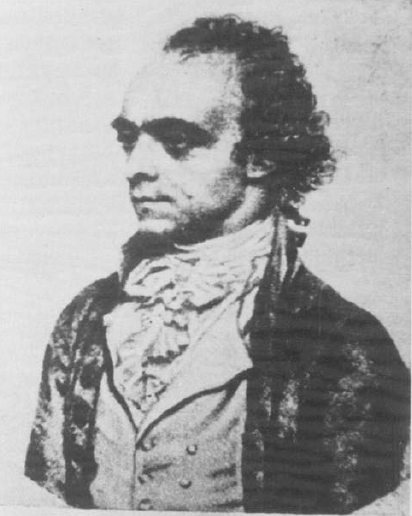
Michael Topping (1747–96)

Der Ursprung des Instituts kann auf ein privates Observatorium zurückgeführt werden, gegründet durch William Petrie (gest. 1816), ein Offizier der Britischen Ostindien-Kompanie. Er errichtete das Observatorium in Egmore, Madras (heute Chennai). Dieses Observatorium wurde 1790 unter der wissenschaftlichen Führung des Astronomen Michael Topping von der Ostindien-Kompanie übernommen. Kurz darauf (1792) fand eine Erweiterung und Verlagerung nach Nungambakkam, Madras statt. Damit entstand das erste moderne Observatorium außerhalb Europas.
Von dem Institut werden mehrere astronomische Observatorien in Indien betreut.

## Kodaikanal-Observatorium

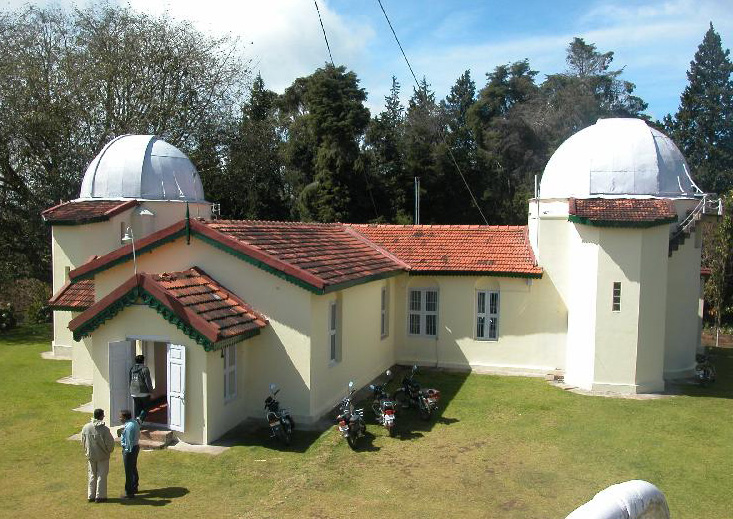
Kodaikanal-Observatorium

Das Kodaikanal-Observatorium liegt in den Palani-Bergen im südlichen Indien. Es wurde 1899 als Sonnenphysik-Observatorium gegründet, und alle Aktivitäten von Madras wurden dorthin verlagert. Der 20-cm-Refraktor dient heute noch gelegentlich der Beobachtung von Kometen und Okkultationen, zu anderen Zeiten ist er Besuchern zugänglich.
Das Observatorium hat ein Astronomie-Museum, in dem unter anderem ein aktuelles Sonnenbild und das zugehörige Fraunhoferspektrum gezeigt wird. Des Weiteren besitzt es eine Bibliothek mit historisch wertvollen Büchern.

## Vainu-Bappu-Observatorium
Das Vainu-Bappu-Observatorium, kurz „VBO“, liegt in den Javadi-Bergen auf 700 m Höhe nahe dem Dorf Kavalur in dem  indischen Bundesstaat Tamil Nadu, 175 km südöstlich von Bengaluru. Es ist benannt zu Ehren von Vainu Bappu (1927–1982), Präsident der Internationalen Astronomischen Union, der sich für die Astronomie in Indien engagierte.

### Instrumente

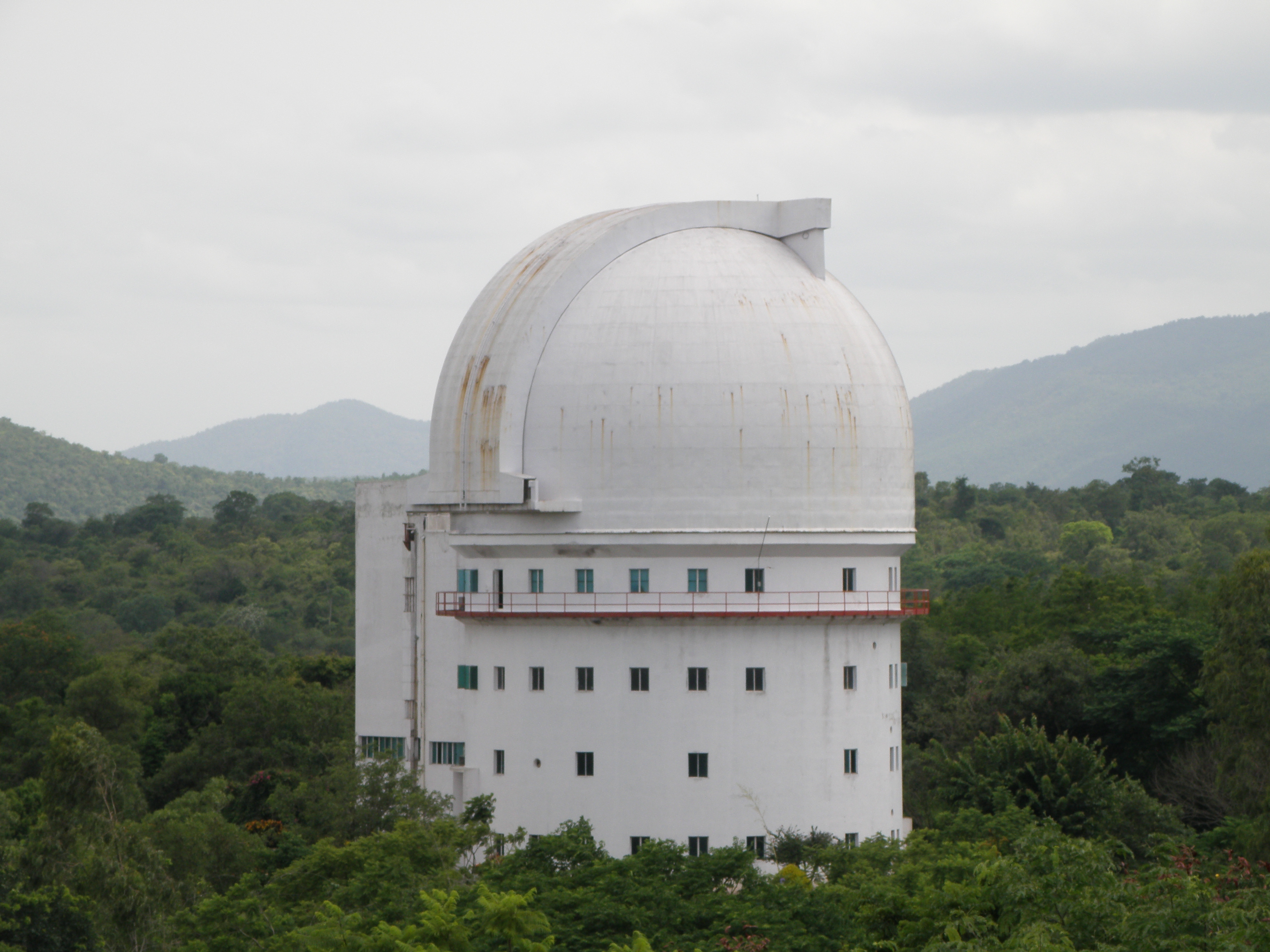
Das Gebäude des 2,34-m-Teleskops

Das größte Teleskop des Instituts ist seit 1986 das Vainu-Bappu-Teleskop, welches zu den größten Teleskopen Asiens zählt. Es handelt sich um ein Spiegelteleskop mit einem Durchmesser des Primärspiegels von 2,34 m und einer Brennweite von 7,6 m, das gesamte Teleskop hat eine effektive Brennweite von 30,42 m. Für das Teleskop sind eine Reihe von Instrumenten verfügbar:
- Bildsensor mit dreielementigen Wynne-Korrektor für den Primärfokus
- Spektropolarimeter, für den Cassegrainfokus,
- OMRS, ein Spektrograf mittlerer Auflösung der Firma Optometrics Research, ebenfalls für den Cassegrainfokus.

Weitere Teleskope des Observatoriums sind ein 1-m-Zeiss-Spiegelteleskop und ein 0,75-m-Spiegelteleskop. Das Observatorium verfügt des Weiteren über ein Fabry-Pérot-Interferometer.

### Forschung
Ein fortwährendes Forschungsziel ist die Beobachtung von Sternen, Sternhaufen, Novae, Supernovae, Blazaren, Galaxien, die Abbildung von Gammablitzen, Sternpopulationen, Objekten im Sonnensystem und diversen anderen.
Mit dem 1-m-Teleskop gelangen zwei besondere Entdeckungen in unserem Sonnensystem. Im Jahr 1972 konnte festgestellt werden, dass Jupiters Mond Ganymed eine Atmosphäre besitzt, und 1977 wurden erstmals Ringe am Planeten Uranus beobachtet.
Am 17. Februar 1988 wurde ein Planetoid mit einem 45-cm-Schmidt-Teleskop entdeckt. Er wurde „4130 Ramanujan“ genannt, nach dem herausragenden indischen Mathematiker S. Ramanujan. Das Minor Planet Center hat dem VBO den Sternwarten-Code 220 vergeben.
Viele Sterne der Großen Magellanschen Wolke konnten mit extrem geringer Dispersion spektroskopiert werden. Dabei wurden zehn Novae untersucht sowie die Supernova 1987A.

## Gauribidanur-Observatorium
Das Gauribidanur-Observatorium  verfügt über eine Reihe von Instrumenten zur Radioastronomie:
- Gauribandur Telescope (GEETEE), ein Teleskop zur Beobachtung im Decameterbereich. Es besteht aus 1000 Dipolantennen, die in einer T-Konfiguration angeordnet sind. Die Ost-West-Ausdehnung beträgt 1,4 km der Südarm ist 0,5 km lang.
- Gauribandur Radioheliograph (GRH), zur zweidimensionalen Abbildung der Sonnenkorona im Frequenzbereich 40–150 MHz. Es besteht aus 192 logarithmisch-periodischen Dipolen, die sich ebenfalls in einer T-Anordnung befinden.
- High Resolution Radio Spectrograph, er besteht aus 8 logarithmisch-periodischen Dipolen und dient in Verbindung mit dem GRH zur Erfassung kurzzeitiger Ereignisse.
- Polarization Interferometer, es besteht aus 32 logarithmisch-periodischen Dipolen in vier Gruppen, gegenüber der Nord-Süd-Richtung um 0°, 45°, 90° und 135° gedreht. Es dient der Untersuchung des Magnetfeldes der Sonne.

Darüber hinaus ist es an Projekten außerhalb Indiens beteiligt:
- Mauritius Radio Telescope (MRT) und
- Brazilian Decimeter Array (BDA)

## Indian Astronomical Observatory
Das Indian Astronomical Observatory liegt auf 4500 m Höhe und gehört damit zu den höchstgelegenen Observatorien dieser Welt. Es befindet sich in Hanle, Changthang, Ladakh, nördlichen des westlichen Himalayas. Die hohe Lage und der durch das Klima der Region bedingte geringe Wassergehalt der Atmosphäre erlauben hervorragende Beobachtungsmöglichkeit im optischen, im infraroten, im Submillimeter- und Millimeterbereich.
- Das Observatorium verfügt seit 2001 über ein fernsteuerbares 2-m-Spiegelteleskop, das Himalayan Chandra Telescope (HCT), für Beobachtungen im sichtbaren und infrarotem Spektralbereich. Die Fernsteuerung des Teleskops erfolgt von CREST über eine eigene Satellitenverbindung.
- In Zusammenarbeit mit der University of Washington befindet sich auf dem Gelände ein 0,5-m-Teleskop zur kontinuierlichen Beobachtung von aktiven Galaxiezentren. Das Teleskop ist Teil des Antipodal Transient Observatory, das zweite Teleskop befindet sich in Sonoita (Arizona).
- ein 0,3-m-Teleskop zur Differenzbild-Bewegungsbeobachtung
- ein 220-GHz-Radiometer
- Das HAGAR-Teleskop zur Beobachtung von astronomischen Gammastrahlungsquellen. Das Teleskop besteht aus sieben Stationen, die jeweils mit 7 Spiegeln ausgestattet sind. Insgesamt ergibt sich eine Spiegelfläche von 31 Quadratmetern für Beobachtungen ab 50 GeV.